# Francisco Pradillas
Francisco Pradillas, en catalán: Francesch Pradilles, (Tamarite de Litera, siglo XVII - ¿?; fl. 1620-1629) fue un compositor y maestro de capilla español.

## Vida
Hay muy pocas noticias sobre el origen y la formación de este compositor, aparte de que nació en Tamarite de Litera, en la provincia de Huesca.
En 1620 el maestro de capilla de la Catedral de Lérida, Juan Arañés, dejó el magisterio por razones desconocidas y partió a Roma como compositor asociado en la Iglesia de Santa María de Montserrat de los Españoles. Para cubrir la vacante, el 11 de mayo de 1620 se publicaron los edictos y de las oposiciones salió ganador «Francesch Pradilles de Litera».
Ocupó cargo, al que se le había aumentado el salario, el 3 de agosto, con los honores y deberes correspondientes. Entre los deberes estaba «tener en su casa a todo estar cuatro niños cantores, a los que deberá enseñar a leer y a cantar canto llano y de órgano; preparar diariamente con los cantores el repertorio en uso y con los clérigos el canto llano y estar presente los sábados, domingos y festividades para el canto polifónico.» El cabildo también le ofrecía la vivienda, a cambio de 10 libras anuales.
Se desconoce cuándo abandonó el magisterio leridano y cuál fue su destino posterior. Las actas capitulares solo dan la fecha de admisión de su sucesor, Gaspar Urgellés, maestro de capilla de la Catedral de Tortosa, el 29 de noviembre de 1629.

## Obra
Solo se conserva una composición de Pradillas en la Biblioteca de Cataluña, el villancico Qué venden/Qué vendéis que ha de costar, pregunta a 4 voces y responsión a 6 voces.